# Род (лингвистика)
Род в грамматике — категория, представляющая распределение слов и форм по классам, традиционно соотносимым с признаками пола или их отсутствием. Вместе с именными классами категория рода образует разновидность согласовательных классов. Род характеризует различные части речи, являясь для них словоизменительной категорией. Исключение составляют существительные, для которых род — классифицирующая категория, и местоимения 3-го лица единственного числа, для которых род — анафорическая категория.
Категория рода — характерная черта грамматического строя индоевропейских, семитских, дравидийских и северокавказских языков. В синтетических языках категория рода тесно связана с категорией одушевлённости — неодушевлённости и образует с ней единую категорию согласовательных классов. По мере усиления аналитизма функция различения рода переходит от флексии к артиклю, и при утрате родовых противопоставлений в именах род переходит в скрытую категорию, как это произошло, например, в английском языке. В английском языке только местоимения являются грамматическим средством выражения рода.
В славянских языках категория рода усложнилась. Так, например, в польском языке в классе слов мужского рода единственного числа выделяются формы по признаку одушевлённости — неодушевлённости: stół/stoły «стол»/«столы» (именительный падеж единственного и множественного числа), stół/stoły (винительный падеж единственного и множественного числа) — ptak/ptaki «птица»/«птицы» (именительный падеж единственного и множественного числа), ptaka/ptaki (винительный падеж единственного и множественного числа); среди группы одушевлённых слов множественного числа выделяются личный (так называемый лично-мужской род) и неличный подклассы: ptaki «птицы» (именительный падеж множественного числа), ptaki (винительный падеж множественного числа) — chłopi «крестьяне» (именительный падеж множественного числа), chłopów (винительный падеж множественного числа).
В русском языке выделяют следующие виды грамматического рода:
- мужской: стол; белый; один; он; пел;
- женский: книга; белая; одна; она; пела;
- средний: поле; белое; одно; оно; пело;
- общий (только у одушевленных имён существительных): бедный сирота / бедная сирота (двоякая модель согласования).

Большинство языков мира не имеет рода, например, современные армянский, японский, китайский, финно-угорские, тюркские, монгольские и т. д. В турецком, финском, эстонском и венгерском языках даже местоимения, относящиеся к людям, не несут родовых различий, то есть нет отдельных местоимений для «он» и «она».

## Функции рода
Возможные функции категории рода:
1. В языках, где род выражен в склонении, он выражает половые различия живых существ.
2. Род может быть «ценным средством выражения однозначности» по отношению к предшествующим словам или омофонам.
3. В литературе род может помочь в «одушевлении и олицетворении» неодушевлённых вещей.

В языках с различием родов обычно меньше проблем, к примеру, с конкретизацией местоимений. В английской фразе a flowerbed in the garden which I maintain («клумба в саду, за которой/которым я ухаживаю») только из контекста понятно, к клумбе или саду относится придаточное предложение. В русском языке род избавляет нас от этой проблемы. Однако, если слова имеют один и тот же род, эта проблема проявится и здесь.
При развитии языка две фонемы часто сливаются, и в результате слова с разной этимологией звучат одинаково. В этом случае род может помочь всё же различать их. Так, во французском pot («горшок») и peau («кожа») звучат одинаково и таким образом являются омофонами (/po/), но первое — мужского рода, а второе — женского, что проявляется в артикле и при согласовании слов.